# Goddard Űrközpont
A Goddard Space Flight Center (GSFC) a NASA egyik vezető űrközpontja Washington D. C. közelében. Fő profilja a Földről, a Naprendszerről és az Univerzumról gyűjtött ismeretek összegzése. Nevét Robert Goddardról, egy vezető amerikai rakétatudósról kapta. Fő munkái közé tartozik a Földről szerzett űrszondás adatok gyűjtése és rendszerezése. A GSFC vezeti a Hubble űrtávcsővel végzett kutatások repülésirányítását is.

## Története

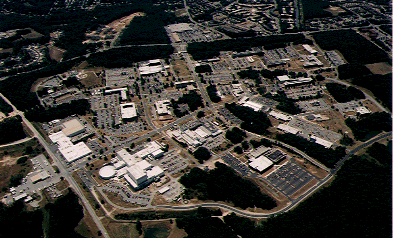
A NASA Goddard Space Flight Center képe a levegőből repülőgépről

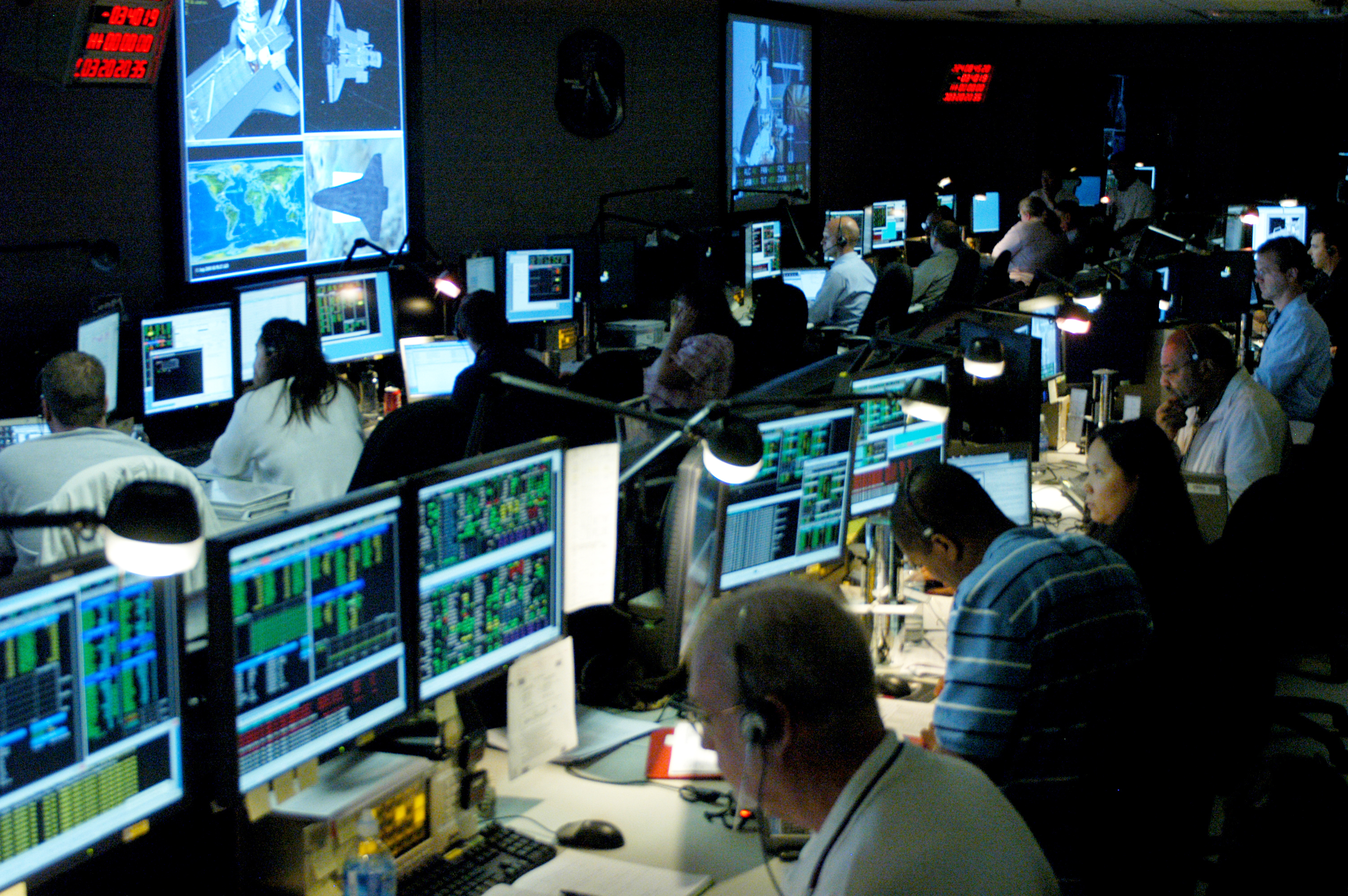
A Hubble űrtávcsővel végzett kutatások repülésirányítását végzik a NASA Goddard Space Flight Centerében

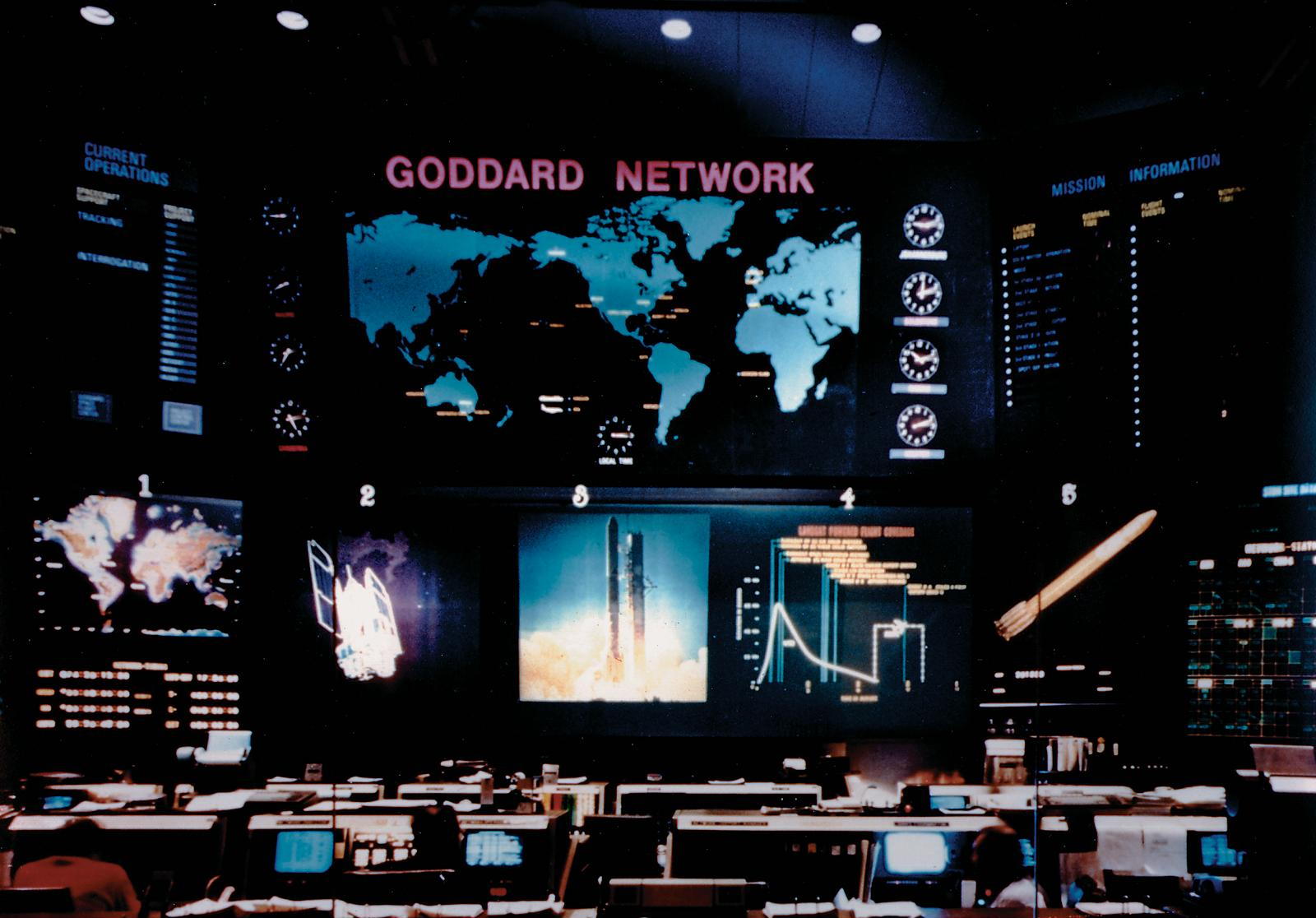
A Goddard network (STDN) követte sok korábbi emberes vagy ember nélküli űrrepülés űrszondáját.

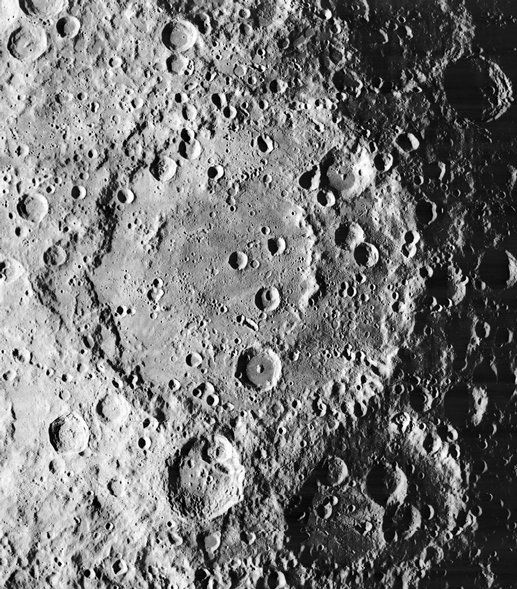
A Goddard Űrközpontban működő NSSDC központ juttatott kiváló minőségű Lunar Orbiter felvételeket az Eötvös Loránd Tudományegyetemre is. Itt a Koroljov medencét láthatjuk a Hold túlsó oldaláról.

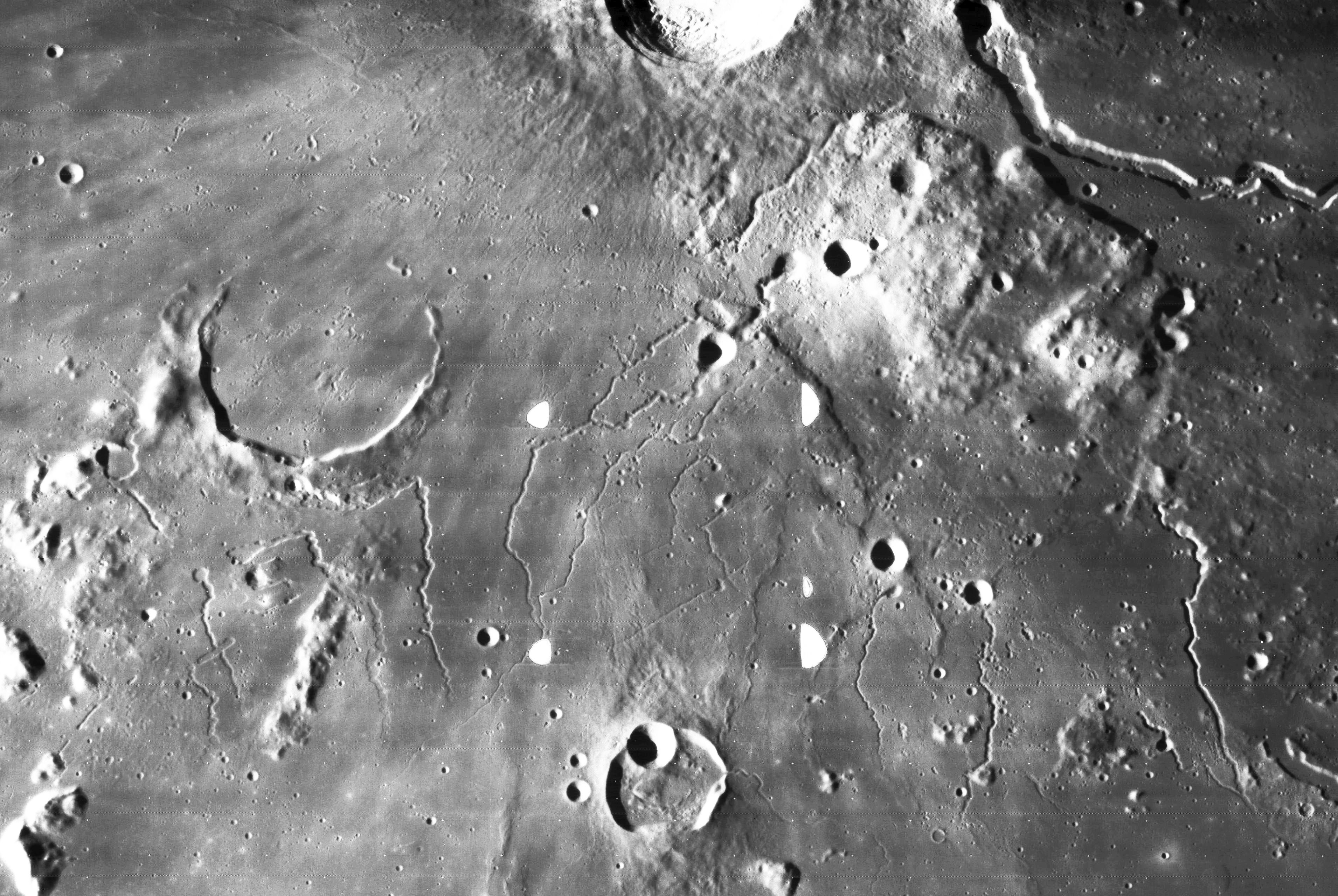
A Goddard Űrközpont NSSDC Lunar Orbiter-4 felvételén az Arisztarkhosz kráter környezetét láthatjuk a holdi Duna-Tisza vidékkel a kép közepén.

A GSFC volt az első űrközpont. 1959. május 1-jén alapították. Mintegy 3000 közvetlen és mintegy 7000 munkaszerződéses alkalmazottja van. Az űrközpont Greenbeltben, Maryland államban van. Eredetileg is többféle munkát irányítottak a GSFC-ből: a technológiák fejlesztését, az eszközök gyártását, a távlati tervezést, a tudományos kutatást, a technikai működtetést és a programok vezetését. Ma is számos területen végez szervező és irányító munkát az űrközpont. Ma elsősorban a műszerfejlesztések területén hárul fontos szerep a GSFC-re.

## Főbb munkák
A GSFC működteti az űrszondákat a pályán követő rendszereket. Ennek egy példája a Nemzeti Óceáni és Légkörtani Adatközpont (NOAA). A GSFC irányítja a Hubble űrtávcsövet (HST) és más főbb csillagászati-űrkutatási programokat is, úgymint:
- Earth Observing System (EOS),
- Solar and Heliospheric Observatory (SOHO),
- Rossi X-ray Timing Explorer (RXTE),
- Neil Gehrels Swift Obszervatórium, (korábbi neve:Swift Gamma-Ray Burst Mission)
- Lunar Reconnaissance Orbiter,
- James Webb űrtávcső

Korábban a GSFC irányította a
- Compton űrtávcső,
- SMM,
- COBE,
- IUE,
- ROSAT
- TIROS-1
- Landsat

programokat.

## Az LRO
A Lunar Reconnaissance Orbiter (LRO) több fontos műszerét a GSFC-ben tervezték. Ilyen a Lunar Orbiter Laser Altimeter (LOLA).

## Az NSSDC
A GSFC keretében működik a National Space Science Data Center (NSSDC), a Nemzeti Űrkutatási Adatközpont. Az 1970-es években az ELTE is több kutatási anyagot kapott ettől a központtól a Lunar Orbiterek anyagából.

## Ipari alkalmazások
Egyik szerepköre az űrközpontnak az űrkutatási eredmények, ipari találmányok és technológiák bevitele a polgári életbe. Ennek angol elnevezése röviden: spinoff.